# Amalia Villa de la Tapia
Amalia Villa de la Tapia (Potosí, 22 de junho de 1893 - Cochabamba, 4 de março de 1994) foi uma aviadora boliviana. Em 1922 tornou-se na primeira mulher boliviana a obter uma licença de piloto numa das primeiras aviadoras sul-americanas. Fundou um Clube de Planadores em Buenos Aires, o Clube de Aeromodelismo Rafael Pabón e a Escola Militar de Aviação. Atendendo à sua petição, o presidente Bautista Saavedra fundou a Força Aérea Boliviana a 7 de setembro de 1923, à qual Amalia Tapia mais tarde se juntou com o posto de capitão, tendo subido até tenente-coronel.